# Getijdentabel
In een getijdentabel zijn het moment van de voorspelde hoog- en laagwaterstanden in centimeters van een bepaalde plaats opgenomen met als referentievlak Normaal Amsterdams Peil (NAP) of het laagste astronomisch getij (LAT). Tabellen met getijdenvoorspellingen worden onder andere gepubliceerd door Rijkswaterstaat en in de Enkhuizer Almanak.